# ماتياس أوما
ماتياس أوما (بالإنجليزية: Matthias Ouma) (مواليد 3 ديسمبر 1945) هو ملاكم أوغندي، مثّل بلاده في الألعاب الأولمبية الصيفية في دورتي 1968 و1972.

## روابط خارجية
ماتياس أوما على موقع أوليمبيديا (الإنجليزية)
- ماتياس أوما على موقع اتحاد ألعاب الكومنولث (مؤرشف) (الإنجليزية)